# Acrotylus patruelis
Acrotylus patruelis е вид насекомо от семейство полски скакалци (Acrididae).

## Разпространение
Видът се среща в много сухи и открити местообитания из цяла Африка, Южна Европа и Югозападна Азия.